# Feliks Kalinowski
Feliks Jerzy Kalinowski (ur. 6 sierpnia 1901 w Łodzi, zm. 7 stycznia 1970 w Warszawie) – polski aktor teatralny i filmowy.

## Życiorys
Po ukończeniu szkoły średniej w Łodzi uczęszczał na kursy dramatyczne, organizowane przez Oskara Szefera. Debiutował na deskach łódzkiego Teatru Ludowego (1917–1918). Następnie do 1923 roku odbywał służbę wojskową. Do grania powrócił jako członek zespołu Teatru Miejskiego w Łodzi (1923–1926). Następnie występował w Płocku (Teatr Miejski, 1926–1927), ponownie w Łodzi (Teatr Popularny, 1927–1928) oraz w Lublinie (Teatr Miejski, 1928–1929). W międzyczasie, w 1927 roku zdał egzamin aktorski ZASP. W latach 30. XX wieku grał w zespołach objazdowych oraz przebywał za granicą (Węgry, Jugosławia, Grecja). 
Lata II wojny światowej spędził w Warszawie, gdzie grał w jawnych przedstawieniach. Następnie w okresie 1945-1947 prowadził objazdowy zespół teatralny, grając głównie na terenie województw: warszawskiego i łódzkiego. W latach 1947–1948 był członkiem zespołu Teatru Osa w Łodzi, natomiast w latach 1948-1949 - konferansjerem i monologistą w zespole Zygmunta Karasińskiego. Od 1949 roku został zaangażowany do Objazdowego Teatru Dramatycznego Domu Wojska Polskiego, przekształconego następnie w warszawski Teatr Dramatyczny. W zespole tym pracował do przejścia na emeryturę w 1962 roku.
Został pochowany na cmentarzu parafialnym Parafii Świętych Teresy od Dzieciątka Jezus i Męczenników Rzymskich w Warszawie.

## Filmografia
- Dzwony wieczorne. Róże i kolce zakazanej miłości (1927) – trzy role: ordynans, kelner, apasz
- Skarb (1948)